# 瓦当 (上索恩省)
瓦当（法語：Vadans，法語發音：[vadɑ̃]）是法国上索恩省的一个市镇，属于沃苏勒区。

## 地理
瓦当（47°20'53"N, 5°35'13"E）面积12.95 平方千米，位于法国勃艮第-弗朗什-孔泰大區上索恩省，该省份为法国东部内陆省份，北起顺时针与孚日省、贝尔福地区省、杜省、汝拉省、科多尔省和上马恩省接壤。
与瓦当接壤的市镇（或旧市镇、城区）包括：勒特朗布卢瓦、布鲁瓦-欧比涅-蒙瑟尼、热尔米涅、瓦莱。

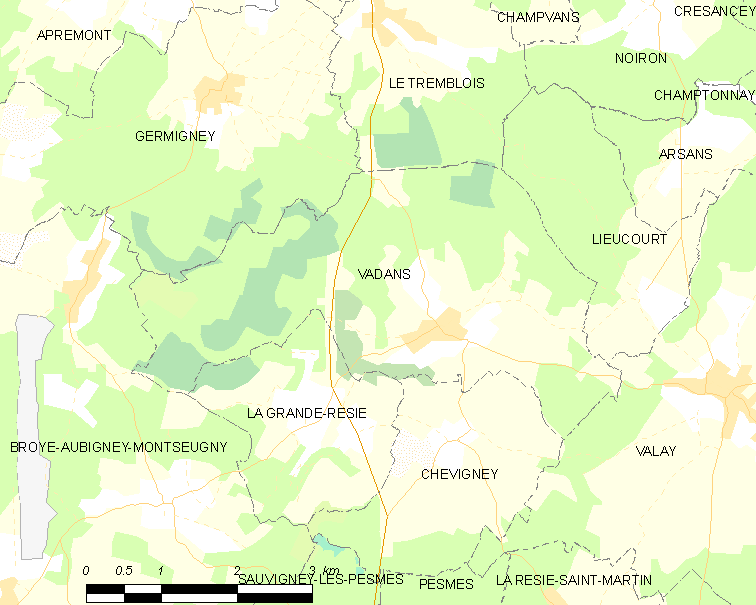
的OSM定位图

瓦当的时区为UTC+01:00、UTC+02:00（夏令时）。

## 行政
瓦当的邮政编码为70140，INSEE市镇编码为70510。

## 政治
瓦当所属的省级选区为马尔奈县。

## 人口

1962-2008年间人口变化图示

瓦当于2022年1月1日时的人口数量为134人。